# Xylophanes adalia
Xylophanes adalia är en fjärilsart som beskrevs av Druce 1881. Xylophanes adalia ingår i släktet Xylophanes och familjen svärmare. Inga underarter finns listade i Catalogue of Life.